# Le Gua (Charente-Maritime)
Le Gua is een gemeente in het Franse departement Charente-Maritime (regio Nouvelle-Aquitaine). De plaats maakt deel uit van het arrondissement Rochefort. Le Gua telde op 1 januari 2022 2.115 inwoners.

## Geografie
De oppervlakte van Le Gua bedroeg op 1 januari 2022 36,09 vierkante kilometer; de bevolkingsdichtheid was toen 58,6 inwoners per km².
De onderstaande kaart toont de ligging van Le Gua met de belangrijkste infrastructuur en aangrenzende gemeenten.

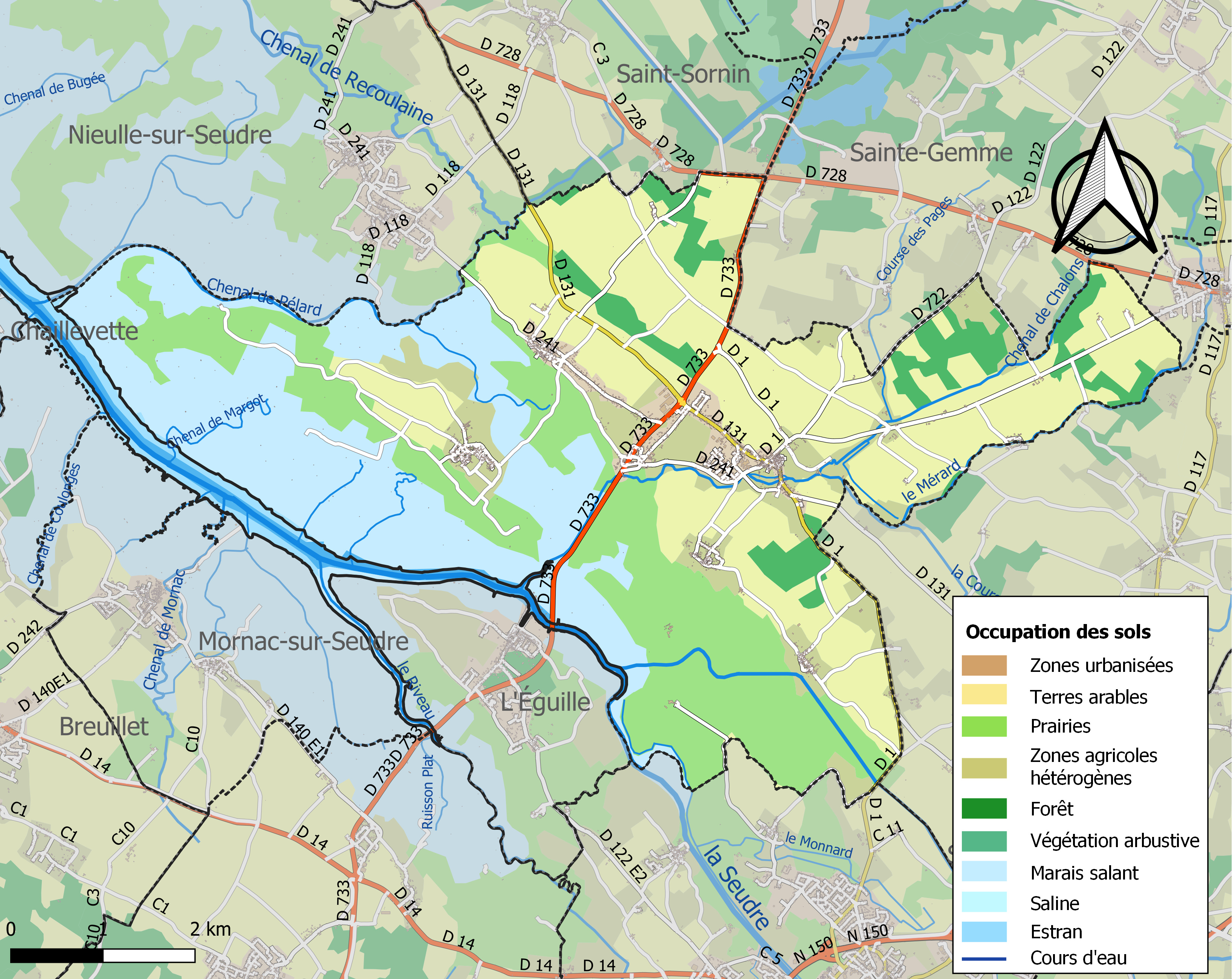

## Demografie
Onderstaande figuur toont het verloop van het inwonertal (bron: INSEE-tellingen).